# Шово, Пьер-Жозеф
Пьер-Жозеф-Оливье Шово (30 мая 1820, Квебек — 4 апреля 1890, там же) — канадский политический деятель и научный писатель, первый премьер-министр провинции Квебек после образования Канадской конфедерации (1867). Оставил этот пост в 1873 году, поскольку стал членом Сената (верхней палаты федерального парламента Канады). Стал сенатором 8 января 1874 года.

## Биография

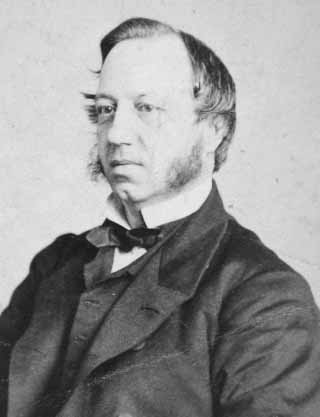
Шово

Пьер-Жозеф-Оливье Шово был юристом по профессии, имел частную практику в Квебеке. Во время Восстания Патриотов сочувствовал революционерам и опубликовал несколько стихотворений в их честь в газете «Ле Канадьен» (le Canadien), но сам в вооружённой борьбе не участвовал. Стал одним из основателей Сосьете Сен-Жан-Батист в Квебеке в 1842 году.
Был избран в Законодательное собрание провинции Канада в 1844 году и переизбирался в 1848, 1851 и 1854 годах. Впервые обратил на себя внимание статьями в «Courrier des Etats-Unis». Служил в качестве генерального поверенного в Нижней Канаде без портфеля с 1851 по 1853 год. С 1855 по 1867 год был начальником бюро образования.
В 1867 году был избран в Законодательное собрание Квебека от избирательного округа Квебек-Конте и возглавил консервативное правительство в качестве первого премьер-министра Квебека. Он также был министром образования и провинциальным секретарём. Начиная с 1867 года был одновременно членом федерального парламента от округа Квебек (такие «двойные мандаты» были отменены в 1874 году). Ушёл в отставку со своих федеральных и провинциальных постов, а также с должности премьер-министра 25 февраля 1873 года после назначения на пост спикера канадского сената 21 февраля 1873 года. Подал в отставку из Сената 8 января 1874 года и спустя год неудачно баллотировался в члены парламента на федеральных выборах от Шарлевуа. В 1878 году стал профессором римского права в Университете Лаваля.
Был известным библиофилом: собрал коллекцию старинных и редких книг, самая старая из которых — XV века. После его смерти коллекция Шово сохраняется в библиотеке Национальной ассамблеи Квебека. Был также известен как хороший оратор. Особенную известность получила его речь при открытии памятника в память сражения при Сент-Фуа, когда французы в последний раз во время Семилетней войны одержали победу. Ему принадлежат сочинения: «L’Instruction publique au Canada» (1876); «François-Xavier Garneau, sa vie et ses oeuvres» (1883).